# Malewszczyzna
Malewszczyzna – wieś w Polsce, położona w województwie lubelskim, w powiecie zamojskim, w gminie Krasnobród. Leży przy drodze wojewódzkiej nr . 
W latach 1975–1998 miejscowość administracyjnie należała do ówczesnego województwa zamojskiego.
Wieś jest sołectwem w gminie Krasnobród. Według Narodowego Spisu Powszechnego z roku 2011 wieś liczyła 148 mieszkańców.
Wierni Kościoła rzymskokatolickiego należą do parafii Opatrzności Bożej w Bondyrzu.

## Części wsi
| SIMC    | Nazwa    | Rodzaj    |
| ------- | -------- | --------- |
| 0891476 | Koziwoda | część wsi |

## Historia
W wieku XIX wieś notowana w powiecie zamojskim ówczesnej gminie Podklasztor, około 1885 roku posiadała 16 domów zamieszkałych przez 118 mieszkańców z gruntem włościańskim, którego powierzchnia wynosiła 294 morgi.